# Maxime Carlot Korman
Maxime Carlot ou Maxime Carlot Korman, né le 26 avril 1941 à Port-Vila, est un homme d'État vanuatais. 
Il a exercé diverses fonctions ministérielles, dont celles de Premier ministre du 16 décembre 1991 au 16 décembre 1995 et du 23 février 1996 au 29 septembre 1996, et de député au Parlement, qu'il préside à quatre reprises, notamment lors des trois premières années du Parlement (1979-1982) et du 19 juin 2009 à août 2011,.

## Biographie
Il s'engage en politique en 1977 au parti régionaliste Natatok Éfaté, qui prône une période d'autonomie politique du condominium des Nouvelles-Hébrides avant toute indépendance de la colonie et défend le maintien des écoles francophones, que les indépendantistes du Vanua'aku Pati souhaitent remplacer par des écoles anglophones. Il est élu maire du village d'Erakor, près de Port-Vila, puis est nommé en décembre 1978 ministre de l'Intérieur dans le gouvernement Leymang, gouvernement d'union nationale mené par Gérard Leymang,,.
En 1989, il est condamné à cinq ans de prison pour conspiration séditieuse et pour incitation à la mutinerie contre le gouvernement de Walter Lini. Barak Sopé est condamné à cette même peine pour les mêmes motifs, le président de la République déchu Ati George Sokomanu à six ans de prison, et Willie Jimmy à deux ans de prison.
Il est le premier francophone à être élu Premier ministre, après douze ans de gouvernement du Premier ministre anglophone Walter Lini. Il est alors membre de l'Union des partis modérés (francophone, plutôt conservateur).
En qualité de président du Parlement, il a assuré, conformément à la Constitution, la présidence de la République par intérim entre la fin du mandat de Kalkot Matas Kelekele le 16 août 2009 et l'élection de Iolu Abil le 2 septembre 2009.
Carlot est un vétéran du Parlement. En novembre 2011, il est exclu du Parlement pour des « décisions anticonstitutionnelles » qu'il aurait prises alors qu'il présidait l'assemblée. À cette date, il est le seul député à avoir été élu et réélu sans discontinuité depuis l'élection du premier Parlement en 1979, à la veille de l'indépendance.
Il est à la tête du Parti républicain, qu'il établit en 1996 après avoir été écarté de la direction de l'Union des partis modérés par Serge Vohor,.
En juillet 2017, il brigue sans succès la présidence de la République, poste essentiellement cérémoniel. Le collège électoral lui préfère le pasteur Tallis Obed Moses.